# Belgijske zajednice
██ Flamanska zajednica
██ Francuska zajednica
██ Njemačka zajednica
Belgija je savezna država koja se dijeli na regije i zajednice.
Zajednice su posebne političke jedinice koje su autonomne u područjima obrazovanja, kulture, zdravstva, pomoći osobama, te osim u Bruxellesu, u službenom jeziku.
Kao i ostale političke savezne jedinice u Belgiji, i zajednice imaju široku autonomiju, koja im omogućuje članstva u nekim međunarodnim zajednicama, te druge oblike samostalnog stupanja na međunarodnoj političkoj sceni.

## Ustavne zajednice
Prema članku 2 belgijskog ustava, Belgija se sastoji od tri zajednice:
- Flamanska zajednica
- Francuska zajednica
- Njemačka zajednica

Flamanska zajednica sastoji se od 327 općina, od toga 308 u Flandriji, te 19 u Briselskoj regiji. Francuska zajednica sastoji se od 272 općine, od čega 253 u Valoniji, te 19 u Briselskoj regiji. Iz ovoga je vidljivo da su svih 19 općina u Briselskoj regiji dio Flamanske i Francuske zajednice. Njemačka zajednica sastoji se od 9 općina u Valoniji.

## Detaljni podaci
| Zajednice            | Flamanska zajednica                         | Francuska zajednica         | Njemačka zajednica            |
| nizozemski naziv     | Vlaamse Gemeenschap                         | (Franse Gemeenschap)        | (Duitstalige Gemeenschap)     |
| francuski naziv      | (Communauté flamande)                       | Communauté française        | (Communauté germanophone)     |
| njemački naziv       | (Flämische Gemeinschaft)                    | (Französische Gemeinschaft) | Deutschsprachige Gemeinschaft |
| Položaj              |                                             |                             |                               |
| Zastava              |                                             |                             |                               |
| Glavni grad          | Bruxelles (zajedno s Flandrijom)            | Bruxelles                   | Eupen                         |
| Ministar predsjednik | Kris Peeters (popis) (zajedno s Flandrijom) | Rudy Demotte (popis)        | Karl-Heinz Lambertz (popis)   |